# Сінгіда
Сінгіда (суах. Singida) — місто в центральній частині Танзанії, адміністративний центр однойменного регіону.

## Географічне положення
Місто знаходиться в північній частині області, на південному березі однойменного озера, на відстані приблизно 540 кілометрів на захід-північний захід (WNW) від Дар-ес-Саламу, найбільшого міста країни. Абсолютна висота — 1 546 метрів над рівнем моря.

## Транспорт
На захід від міста розташований невеликий однойменний аеропорт (ICAO: HTSD). Також в Сінгіді є залізнична станція, що є кінцевою на однойменній залізничній гілці.